# تپه کیقال
تپه کیقال مربوط به هزاره اول قم - دوره اشکانیان است و در شهرستان ورزقان، بخش مرکزی، دهستان ازومدل شمالی، ۳۰۰ متری جنوب روستای کیقال واقع شده و این اثر در تاریخ ۱۲ شهریور ۱۳۸۶ با شمارهٔ ثبت ۱۹۳۴۵ به‌عنوان یکی از آثار ملی ایران به ثبت رسیده است.